# Hamiltonius
Hamiltonius es un género de gorgojos de la familia Attelabidae. En 1999 Alonso-Zarazaga y Lyal describieron el género. Esta es la lista de especies que lo componen:
- Hamiltonius atrinotatus Legalov, 2007
- Hamiltonius floresensis Legalov, 2007
- Hamiltonius quadriguttatus (Voss, 1961)
- Hamiltonius sexguttatus (Voss 1927)
- Hamiltonius siamensis Legalov, 2007
- Hamiltonius trinotatus (Faust 1883)